# محمدجعفر قراچه‌داغی
محمدجعفر قراچه‌داغی (۱۲۵۰ قمری – ۱۳۱۰ قمری) مترجم و از منشی‌های جلال‌الدین میرزا قاجار بود.
قراچه‌داغی توسط جلال‌الدین میرزا به میرزا فتحعلی آخوندزاده معرفی شد که بدنبال مترجمی خبره برای ترجمهٔ نمایشنامه‌هایش به زبان فارسی می‌گشت. ترجمهٔ قراچه‌داغی از کتاب تمثیلات آخوندزاده مأخذ ترجمه‌های انگلیسی و آلمانی این کتاب قرار گرفته‌است.